# Amathusia schönbergi
Amathusia schönbergi är en fjärilsart som beskrevs av Eduard Honrath 1888. Amathusia schönbergi ingår i släktet Amathusia och familjen praktfjärilar. Inga underarter finns listade i Catalogue of Life.